# NGC 3390
NGC 3390 је спирална галаксија у сазвежђу Хидра која се налази на NGC листи објеката дубоког неба.
Деклинација објекта је - 31° 32' 0" а ректасцензија 10h 48m 4,3s. Привидна величина (магнитуда) објекта NGC 3390 износи 12,1 а фотографска магнитуда 12,9. Налази се на удаљености од 38,0000 милиона парсека од Сунца. NGC 3390 је још познат и под ознакама ESO 437-62, MCG -5-26-7, IRAS 10457-3116, PGC 32271.